# اندیس مگسو
مگسو یک اندیس فلزی است که در حوالی شهر کوه بنان استان کرمان قرار دارد و مادهٔ معدنی موجود در آن، سرب و روی است.